# Boswellia bricchettii
Boswellia bricchettii là một loài thực vật có hoa trong họ Burseraceae. Loài này được (Chiov.) Chiov. mô tả khoa học đầu tiên năm 1941.